# Stachyridopsis
Stachyridopsis is een geslacht van zangvogels uit de familie timalia's (Timaliidae). 

## Soorten
Het geslacht kent de volgende soorten:
- Stachyridopsis ambigua  – Haringtons boomtimalia
- Stachyridopsis chrysaea  – gouden boomtimalia
- Stachyridopsis pyrrhops  – zwartkinboomtimalia
- Stachyridopsis ruficeps  – roodkopboomtimalia
- Stachyridopsis rufifrons  – Humes boomtimalia

Sinds 2020 niet op IOC World Bird List:
- Stachyridopsis rodolphei  – Deignans boomtimalia